# Гронінген
Гро́нінген (нід. Groningen, МФА: [ˈɣroːnɪŋə(n)], ниж.-нім. Grunnen, фриз. Grins) — муніципалітет і місто на півночі Нідерландів, адміністративний центр провінції Гронінген. Населення міста — 233 тис. мешканців (2021 рік), що робить його найбільшим містом на півночі країни. Відомий як столиця півночі, Гронінген є економічним та культурним центром північної частини Нідерландів.
Гронінген був заснований більш ніж 950 років тому і отримав права міста в 1245 році. Через його відносно ізольоване розташування від тогочасних почергових центрів влади у регіоні (Утрехт, Гаага, Брюссель), Гронінген історично залежав тільки від себе та прилеглих регіонів. Як ганзейське місто, він був частиною північнонімецької торговельної мережі, але згодом став переважно регіональним ринковим центром. На піку своєї могутності в 15 столітті Гронінген наближався до статусу незалежного міста-держави, і залишався автономним до французької епохи наприкінці 18 століття. У 1960-ті роки поблизу міста були знайдені великі поклади природного газу.
Нині Гронінген — велике університетське місто, де студенти складають понад 25% населення. Це робить місто демографічно наймолодшим у країні. Розташовані тут Гронінгенський університет, заснований у 1614 році та другий найстарший у Нідерландах, та Університет Ганзе належать до найкращих нідерландських університетів.

## Етимологія
Походження та значення назви «Гронінген» (нід. «Groningen») і її старшого варіанту «Groeningen» достеменно невідомі. Народна історія розповідає про те, що в 453 році до нашої ери вигнанці з Трої, поводирем яких була міфічна особа на ім'я Груно (нід. Gruno) (або Grunius, Gryns чи Grunus), разом із групою фрігійців із Німеччини заснували поселення на місці сучасного Гронінгена, і збудували замок на березі річки Гюнзе, який вони назвали Грюнобург (нід. Grunoburg) і який пізніше був зруйнований вікінгами.
Одна з сучасних теорій полягає в тому, що «Гронінген» означало «серед народу Гроні» (Groningi та Groninga в 11 столітті), похідне від Gronesbeke, що було старою назвою невеликого озера біля Гюнзе (на півночній межі села Зейдлардервен). Інша теорія полягає в тому, що назва походить від слова groenighe або groene inge, що означає «зелені поля».
Під час французької окупації території Гронінген мав назву Гронінг (нід. Groningue). У Фризькій мові місто має назву Грінс (Grins). У провінції Гронінген його називають Грот Лауг (Groot Loug); на регіональному рівні часто звуть просто Стад (Stad, «місто»), а його мешканців — Стадьєрами (Stadjers) або Стадьєдерами (Stadjeder). Нідерландці іноді називають його «Метрополісом Півночі» або «Мартіністад» (на честь вежі Святого Мартіна).

## Історія

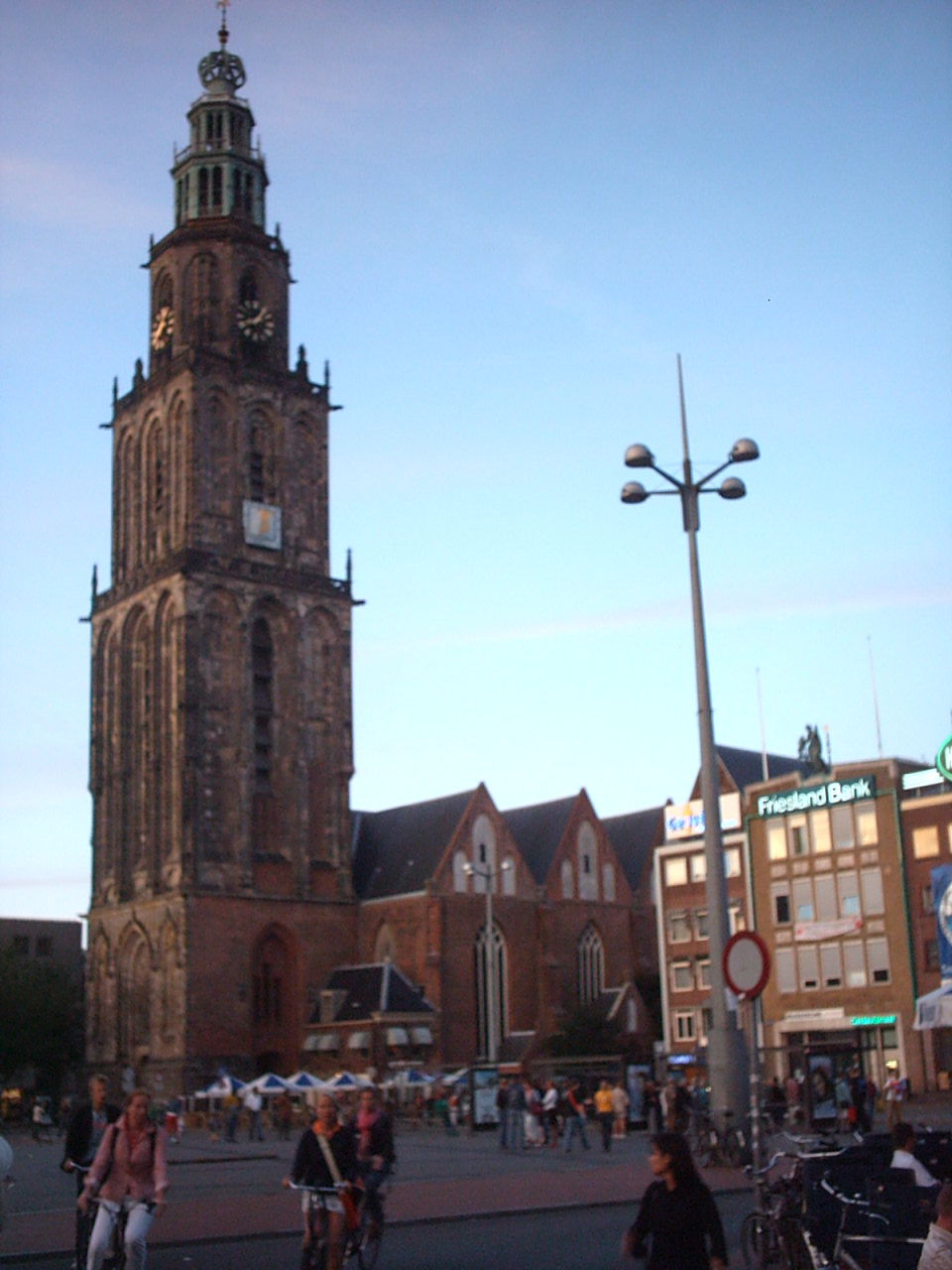
Вежа Святого Мартіна

Перша згадка датована 1040 роком і міститься у акті дарування імператора Священної Римської імперії Генріха III єпископу міста Утрехт.
У 1100 році місто було укріплене, швидко розвивалось і в 1229 році стало членом Ганзейського союзу, куди входили ще Любек, Бремен та Гамбург.
У 1579 році Гронінген приєднався до Утрехтської унії і доблесно боровся з іспанцями, що захопили його в 1580 р. та утримували до 1594 р. Наприкінці XVII стотліття були збудовані укріплення, що знесли у 1874—1878 роках і на їхньому місці заклали сади.

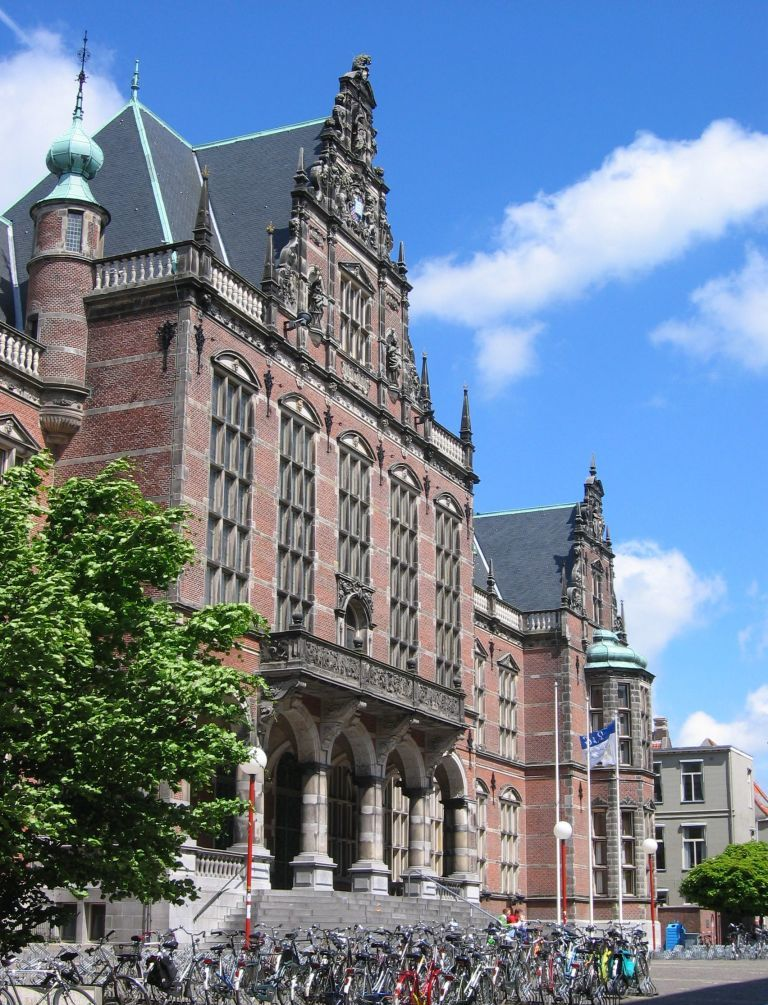
Головна будівля університету Гронінгена

Історичне значення Гронінгена зросло, коли в 1614 році був заснований Гронінгенський університет, другий за значенням після Лейденського університету. В інтер'єрі будівлі є аудиторія з вітражами І. Дейкстри та Сенатська зала з портретами професорів, які там викладали.

## Населені пункти муніципалітету
Міста
- Гарен
- Гогкерк
- Гронінген

Села
- Вінневер
- Віттевірюм
- Волтерсюм
- Гармерволде
- Гліммен
- Доркверд
- Енгелберт
- Легкерк
- Лелленс
- Мерстад
- Мідделберт
- Норддейк
- Нордерогебрюг
- Нордларен
- Оннен
- Патерсволде
- Сінт-Аннен
- Тен-Бур
- Тен-Пост
- Тесінге

Селища
- Ессен
- Рейсхербрюг

## Туристичні пам'ятки
Найбільш людний центр міста — ринкова площа, Гроте Маркт, де розташована неокласична ратуша та Гавдкантор, збудований у стилі Ренесанс.
У північно-східній частині площі у XI чи XII столітті стояла романська каплиця; на її місці на початку XIII століття була збудована протестантська церква на честь заступника міста Святого Мартина. Від початкової будівлі на сьогодні лишився лише поперечний неф, шестикутні хори були споруджені в 1400—1425 роках, а перепланування XV столітті призвели до розширення нефу. Найбільша гордість церкви — п'ятиярусна дзвіниця готичного стилю в основі і в стилі ренесанс на верхніх ярусах. Із висоти 97 метрів (вона тільки трохи нижча за дзвіницю Утрехтського собору) можна милуватись величною панорамою міста.

## Відомі особистості
У місті народилась:
- Барбара Сток (* 1970) — нідерландська карикатуристка.